# Porto de Malmo
O Porto de Malmo – em sueco Malmö hamn - é um porto marítimo da Suécia, localizado na margem oriental do Estreito de Öresund, na cidade de Malmo, no Condado da Escânia. Juntamente com o Porto de Copenhaga, é administrado pela Copenhagen Malmö Port AB.

É o quarto maior porto de mercadorias da Suécia , com especial relevo para a importação de automóveis.
Há 3 ligações diárias de ferryboat da Nordö Link com Travemünde, na Alemanha.